# 795 Fini
795 Fini је астероид главног астероидног појаса са пречником од приближно 74,66 .
Афел астероида је на удаљености од 3,025 астрономских јединица (АЈ) од Сунца, а перихел на 2,481 АЈ.
Ексцентрицитет орбите износи 0,098, инклинација (нагиб) орбите у односу на раван еклиптике 19,033 степени, а орбитални период износи 1668,644 дана (4,568 године).
Апсолутна магнитуда астероида је 9,70 а геометријски албедо 0,041.
Астероид је откривен 26. септембра 1914. године.